# Guinea-Bissaus fotbollsförbund
Guinea-Bissaus fotbollsförbund, officiellt Federação de Futebol da Guiné-Bissau, är ett specialidrottsförbund som organiserar fotbollen i Guinea-Bissau.
Förbundet grundades 1974 och gick med i Caf 1986. De anslöt sig till Fifa år 1986. Guinea-Bissaus fotbollsförbund har sitt huvudkontor i staden Bissau.